# ヴィルキヤ
ヴィルキヤ（ 発音）は、リトアニア中部の都市。
カウナス郡に属し、カウナス市の北西 25 km に位置する。